# Norbert Rivasz-Tóth
Norbert Rivasz-Tóth (* 6. Mai 1996 in Törökszentmiklós) ist ein ungarischer Leichtathlet, der sich auf den Speerwurf spezialisiert hat. Er ist Inhaber des Nationalrekords in dieser Disziplin.

## Sportliche Laufbahn
Norbert Rivasz-Tóth trat erstmals 2010 in nationalen Wettkämpfen an, damals noch im Weitsprung und im Kugelstoßen. In beiden Disziplinen erzielte er vordere Platzierungen bei den nationalen Jugendmeisterschaften. Ab 2012 fokussierte er sich dann verstärkt auf den Speerwurf. Er wurde ungarischer U18-Meister und startete im selben Monat als Sechzehnjähriger auch bei den U20-Weltmeisterschaften in Barcelona. Dort konnte er sich für das Finale qualifizieren, in dem er mit 66,12 m den letzten Platz belegte. Normalerweise warf er als Athlet der Altersklasse U18 damals noch mit dem 700-Gramm-Speer, im Gegensatz zum finalen Gewicht von 800 Gramm ab der Altersklasse U20. Im Juli 2013 trat er gleich in zwei verschiedenen internationalen Meisterschaften. Zunächst bei den U18-Weltmeisterschaften in Donezk, bei denen er mit 78,27 m die Silbermedaille gewann und nur eine Woche später bei den U20-Europameisterschaften in Rieti, wo er den sechsten Platz im Finale belegte.
2014 scheiterte er bei den U20-Weltmeisterschaften bereits in der Qualifikation. Ein Jahr später konnte er bei den U20-Europameisterschaften ebenfalls nicht in das Finale einziehen. Im August wurde er zwar erstmals ungarischer Meister, jedoch konnte er mit seinen Weiten nicht an seine Leistungen vor zwei Jahren anknüpfen. Erst 2016 gelang ihm eine deutliche Steigerung von mehr als sechs Metern seiner Bestleistung auf 79,47 m. Einen Monat danach trat er bei den Europameisterschaften in Amsterdam an. Dort kam er auf 74,56 m und landete damit insgesamt auf dem 27. Platz. Im Juli 2017 trat Rivasz-Tóth zunächst bei den U23-Europameisterschaften in Bydgoszcz an. Nachdem er dort in das Finale einzog, steigerte er sich dort auf 83,08 m, mit denen er die Goldmedaille gewann und zudem einen neuen Nationalrekord bedeutete. Im August trat er dann bei den Weltmeisterschaften in London an, bei denen er nicht in die Nähe seiner zuvor aufgestellten Bestmarke kam und auf dem 21. Platz landete. Schließlich startete der Student der Universität Debrecen bei der Universiade in Taipeh, wo er den sechsten Platz belegte.
Bei den Europameisterschaften 2018 in Berlin scheiterte er deutlich in der Qualifikation. 2019 wurde er zum fünften Mal Ungarischer Meister. Im Juli nahm er erneut an der Universiade teil. Mit 77,71 m belegte er in Neapel den vierten Platz. Im Oktober trat er bei den Weltmeisterschaften in Doha an. In der Qualifikation verbesserte er seine Bestleistung auf 83,42 m und zog damit in das Finale ein. Im Finale einen Tag später kam er auf 79,73 m und wurde damit Neunter. 2021 qualifizierte sich Rivasz-Tóth zum ersten Mal für die Olympischen Sommerspiele. In Tokio warf er den Speer in der Qualifikation auf 77,76 m und verpasste damit den Einzug in das Finale.

## Wichtige Wettbewerbe
| Jahr               | Veranstaltung             | Ort                | Platz              | Disziplin          | Weite              |
| Startet für Ungarn | Startet für Ungarn        | Startet für Ungarn | Startet für Ungarn | Startet für Ungarn | Startet für Ungarn |
| ------------------ | ------------------------- | ------------------ | ------------------ | ------------------ | ------------------ |
| 2012               | U20-Weltmeisterschaften   | Barcelona          | 12.                | Speerwurf          | 66,12 m            |
| 2013               | U18-Weltmeisterschaften   | Donezk             | 2.                 | Speerwurf          | 78,27 m (700 g)    |
| 2013               | U20-Europameisterschaften | Rieti              | 6.                 | Speerwurf          | 72,41 m            |
| 2014               | U20-Weltmeisterschaften   | Eugene             | 15.                | Speerwurf          | 66,02 m            |
| 2015               | U20-Europameisterschaften | Eskilstuna         | 17.                | Speerwurf          | 67,01 m            |
| 2016               | Europameisterschaften     | Amsterdam          | 27.                | Speerwurf          | 74,56 m            |
| 2017               | U23-Europameisterschaften | Bydgoszcz          | 1.                 | Speerwurf          | 83,08 m            |
| 2017               | Weltmeisterschaften       | London             | 21.                | Speerwurf          | 78,76 m            |
| 2017               | Universiade               | Taipeh             | 6.                 | Speerwurf          | 78,42 m            |
| 2018               | Europameisterschaften     | Berlin             | 27.                | Speerwurf          | 69,94 m            |
| 2019               | Universiade               | Neapel             | 4.                 | Speerwurf          | 77,71 m            |
| 2019               | Weltmeisterschaften       | Doha               | 9.                 | Speerwurf          | 79,73 m            |
| 2021               | Olympische Sommerspiele   | Tokio              | 22.                | Speerwurf          | 77,76 m            |

## Leistungsentwicklung
- 2011: 60,82 m
- 2012: 69,47 m
- 2013: 73,97 m
- 2016: 79,47 m
- 2017: 83,08 m
- 2019: 83,42 m; (ungarischer Rekord)